# Küsmödi református templom
A küsmödi református templom műemlékké nyilvánított templom Romániában, Hargita megyében. A romániai műemlékek jegyzékében a HR-II-a-A-12809 sorszámon szerepel.